# Liste der Straßennamen von Frankfurt am Main/G

## Ga
Gabelsbergerstraße, Nordend
Franz Xaver Gabelsberger (1789–1849), Erfinder des flüchtigen (grafischen oder kursiven) Kurzschriftsystems und damit der Vorläufer der heute gebräuchlichen Deutschen Einheitskurzschrift.
Gabriel-Riesser-Weg, Bockenheim
Gabriel Riesser (1806–1863), Hamburger Jurist, Politiker und Vorkämpfer der Emanzipation der Juden in Deutschland, Vice-Präsident der Nationalversammlung 1848 in der Frankfurter Paulskirche.
Gagernstraße, Bornheim und Ostend
Heinrich Wilhelm August Freiherr von Gagern (1799–1880), liberaler deutscher Politiker, zur Zeit der bürgerlichen Märzrevolution 1848 hessischer Ministerpräsident. Präsident der Deutschen Nationalversammlung 1848 in Frankfurt.
Galgenstraße, Bonames
Nach dem Erwerb von Bonames 1371 ließ die Stadt Frankfurt zum Zeichen der Hohen Gerichtsbarkeit dort einen Galgen errichten, der 1482 und 1537 erneuert wurde. Dies geschah traditionell zum Zeichen der Abschreckung. Über Urteilsvollstreckungen ist nichts bekannt. Es wird berichtet, dass die meiste Zeit nur die abgefaulten Stümpfe des Galgens zu sehen waren. Für die umliegenden Ortschaften war nicht Frankfurt, sondern das Landgericht „zum Stulen“ auf Kalbacher Gemarkung zuständig.
Gallusanlage, Bahnhofsviertel (1933–1945 Adolf-Hitler-Anlage)
Beim Bau des Frankfurter Hauptbahnhofs auf dem früheren Galgenfeld – dort stand einstmals der Frankfurter Galgen – wurde aus der Mischung zwischen dem mundartlichen Galje und St. Gallus 1852 die neue Bezeichnung Gallusanlage.
- Schon kurz nach der Machtergreifung wurde diese Prachtstraße dem Führer und Reichskanzler Adolf Hitler (1889–1945) gewidmet.

Galvanistraße, Bockenheim
Luigi Galvani (1737–1798), italienischer Arzt, Anatom und Biophysiker. Galvani studierte anfangs Theologie, später Medizin, wurde 1762 Professor der Medizin zu Bologna und 1775 der praktischen Anatomie. Durch Zufall entdeckte er den nach ihm benannten Galvanismus und schuf durch seine Beobachtungen die Voraussetzungen für die Galvanischen Zellen.
Ganghoferstraße, Dornbusch
Ludwig Ganghofer (1855–1920), deutscher Schriftsteller, der durch seine Heimatromane bekannt geworden ist. Viele davon, z. B. Der Klosterjäger, Der Jäger von Fall, Das Schweigen im Walde wurden noch in den Jahren nach 1950 mit großem Erfolg verfilmt.
Gangstraße, Bergen-Enkheim, verläuft zuerst nördlich von der Marktstraße bis zur Kreuzung Am Weißen Turm/Schalksbornstraße, um anschließend rechtwinklig nach Osten bis an die Haingasse fortzufahren.
Um die Versorgung der Soldaten auf den Mauern und Türmen der Befestigung mit Proviant und Munition sicherzustellen, durften die Häuser nicht direkt bis an die Mauer heranreichen, sondern es musste ein Gang frei bleiben.
Garküchenplatz, Altstadt
Östlich des Doms lagen ein christlicher und ein jüdischer Friedhof, bis etwa 1570 die Garküche zur Versorgung auswärtiger Messegäste errichtet wurde. Bei den Bombenangriffen des Jahres 1944 wurden die Häuser am Garküchenplatz restlos zerstört. Der Wiederaufbau nach dem Krieg folgte nicht den alten Umrissen des Platzes, so dass dieser Straßenname nach 1944 nicht mehr verwendet wurde.
Gartenstraße, Sachsenhausen
Von Ost nach West verlaufende Straße südlich des Mains. Der Namen erinnert an die früher dort bestehenden Gärten, zum Teil mit Sommervillen, die damals vor den Toren der Stadt lagen.
1849 von Osten her ab dem Oppenheimer Platz festgelegt, seit 1877 über die Schweizer Straße verlängert und 1881–1936 bis zur Vogelweidstraße bebaut.
Gaugrafenstraße, Rödelheim
Unter fränkischer Herrschaft wurde das gesamte damalige Reich in Gaue aufgeteilt. Ein Gaugraf stand als oberster königlicher Beamter an der Spitze eines Gaues, dem mehrere Zentmarken, sprich Hundertschaften, angehörten. Er war gleichzeitig auch oberster Richter und Führer eines Heerbanns. Rödelheim war Sitz der Grafschaft des Niddagaues.
Gauguinweg, Kalbach
Paul Gauguin (1848–1903), französischer Maler, dessen Werke zu den bekanntesten und bedeutendsten der Welt gehören. Besonders einprägsam seine auf Tahiti gemalten Bilder der dortigen Einheimischen.
Gaußstraße, Nordend
Johann Carl Friedrich Gauß (1777–1855), deutscher Mathematiker, Astronom, Geodät und Physiker mit einem breit gefächerten Feld an Interessen. Er wird als einer der wichtigsten Mathematiker betrachtet und als Fürst der Mathematik bezeichnet.

## Ge
Gebeschusstraße, Höchst und Unterliederbach
Dr. Eugen Gebeschus, Rechtsanwalt und Notar, war Bürgermeister der Städte Höchst (1888 bis 1893) und Hanau. Ehrenbürger der Stadt Frankfurt.
Gebrüder-Hommel-Anlage, Eckenheim
Adam Hommel (1894–1956) und Jakob Hommel (1900–1977), Sportidole des SV Victoria, später fusioniert in die SV Viktoria Preußen 07, Adam als Ringer, Jakob als Fußballer. Als zu Beginn des Nationalsozialismus 1933 viele Sportvereine verboten wurden, sorgten die Gebrüder Hommel dafür, dass die vereinslos gewordenen Sportler in ihren SV Victoria aufgenommen wurden, der sowohl bei den Ringern als auch im Fußball lange Zeit eine sehr gute Figur machte.
Gebrüder-Wright-Straße, Bockenheim
Die Gebrüder Wright, Orville (1871–1948) und Wilbur Wright (1867–1912) sind die Erfinder des motorgetriebenen Flugzeuges und führten die ersten gesteuerten Motorflüge der Welt nach dem Prinzip „schwerer als Luft“ durch.
Gederner Straße, Eckenheim
Gedern, Kleinstadt am Rande des Vogelsbergs, im Osten des Wetteraukreises
Geibelstraße, Ostend
Emanuel Geibel (1815–1884), deutscher Lyriker. Den meisten Leuten wird zu ihm höchstens noch sein Volkslied „Der Mai ist gekommen“ einfallen.
Geierskopfweg, Zeilsheim
Geierskopf, 549 m hoher Berg im Spessart
Geigerstraße, Eschersheim (1935–1945 Heussenstammstraße)
Justizrat Dr. Berthold Geiger (1847–1919), war von 1881 bis 1904 Stadtverordneter jüdischen Glaubens.
- 1953 wurde in Eschersheim eine andere Straße nach Dr. Karl Moritz Heussenstamm benannt. Siehe Heussenstammstraße.

Geiselsteinweg, Preungesheim
Der Geiselstein, 720 m hoher Berg im Vogelsberg.
Geisenheimer Straße, Schwanheim
Geisenheim am Rhein, zwischen Wiesbaden und Rüdesheim im Rheingau-Taunus-Kreis gelegen. Bekannt durch den dort betriebenen Weinanbau.
Geisgässchen, Altstadt
Ein nicht mehr existierendes Sträßchen, das vom Trierischen Hof nach Süden zur Schnurgasse (heute: Berliner Straße) führte, etwas westlich der heutigen Hasengasse.
Geißbockzeil, Seckbach (alt)
Ziegenbockzeile, ein Name, der an die Vergangenheit Seckbachs erinnert. Von den Seckbachern wurden seinerzeit sehr viele Ziegen gehalten. Zeil bezeichnet im Allgemeinen eine einzeilig bebaute Straße.
Gelastraße, Seckbach
Gela, die Geliebte des Kaisers Barbarossa, soll der Sage nach Gründerin der Stadt Gelnhausen sein.
Gelbehirschstraße, Innenstadt
Im Haus „Zum Gelben Hirsch“, einem Hof in der Großen Friedberger Gasse, konnten die schwer beladenen Planwagen ausspannen.
Geleitstraße, Sachsenhausen
Um die zu den Messen anreisenden Kaufleute vor räuberischen Überfällen zu schützen, hatte der Kaiser im 14. Jahrhundert die Landesherren verpflichtet, diesen gegen Bezahlung eines „Geleitgeldes“ bewaffnetes Geleit zu gewähren. Innerhalb der Stadt Frankfurt waren dann die Frankfurter Schultheißen für Ordnung und Sicherheit zuständig. Die Zuständigkeiten für besagte Sicherheit wechselten bei den „Geleitsteinen“, von denen einer am Wendelsplatz stand.
Gelnhäuser Gasse, Altstadt
Die zweite Parallelstraße westlich der Fahrgasse, zwischen Lindheimer Gasse und Steingasse gelegen, führte wie diese von der Töngesgasse zur Schnurgasse (Berliner Straße). Im Bereich der Hausnummern 17 bis 25, auf der westlichen Straßenseite, lag das winzige Gelnhäuser Plätzchen. Gelnhausen ist eine alte Reichsstadt an der Kinzig östlich von Frankfurt.
Gelnhäuser Straße, Eckenheim
Die Barbarossastadt Gelnhausen, ehemalige freie Reichsstadt, seit 2005 Sitz der Verwaltung des Main-Kinzig-Kreises.
Gemündener Straße, Sachsenhausen
Gemünden am Main, im Landkreis Main-Spessart / Bayern
Genfer Straße, Bonames
Genf bzw. Genève, Großstadt in der französischsprachigen Schweiz, am Genfersee/Lac Léman. Genf ist Sitz vieler internationaler Organisationen und bedeutende Bankenstadt.
Georg-Allgaier-Straße, Kalbach
Georg Allgaier (1882–1946), Unternehmer in Uhingen, 1906 Gründer einer Stanzwerkzeugfirma, die ab 1946 auch Traktoren für die Landwirtschaft herstellte, diese Sparte aber längst aufgegeben hat. Die Allgaier Werke GmbH sind heute eine Auto-Zulieferfirma.
Georg-Baumgarten-Straße, Flugplatz
Georg Baumgarten (1837–1884), Luftschiffpionier
Georg-Büchner-Straße, Nieder-Eschbach
Karl Georg Büchner (1813–1837) war ein deutscher Revolutionär, Schriftsteller und Naturwissenschaftler. Berühmt seine Flugschrift Friede den Hütten! Krieg den Palästen!, die die Obrigkeit mit einem Haftbefehl beantwortete, dem er sich mit seiner Flucht nach Straßburg entzog. An der Universität Zürich erhält als 23-Jähriger er die Doktorwürde und Lehrbefugnis, stirbt aber schon bald danach an Typhus.
Georg-Esser-Anlage, Eckenheim
Georg Esser (1910–2004), Eckenheimer Heimatforscher.
Georg-Heck-Weg, Nied
Georg Heck (1897–1982), Kunstmaler und Impressionist aus Nied, war ein Meisterschüler von Max Beckmann. Zur Zeit des Nationalsozialismus als „entarteter Künstler“ verfemt, seine Werke wurden teilweise öffentlich verbrannt, sein Wandfresco im I.G.-Farben-Haus, heute Universität, überpinselt.
Georg-Speyer-Straße, Bockenheim (1933–1945 Parsevalstraße)
Der Bankier Georg Speyer (1835–1902), jüdischer Chef des Bankhauses Lazard-Speyer-Ellissen, stellte mit seiner Frau Franziska der Stadt Frankfurt die immense Summe von sechs Millionen Mark für kulturelle und Wohlfahrtszwecke zur Verfügung. Mit dieser Finanzspritze konnte u. a. das „Georg-Speyer-Haus“ als Forschungsstätte für die Chemotherapie gebaut werden.
- Prof. August von Parseval (1861–1942), Major, Luftschiffbauer wurde 2003 im Stadtteil Bockenheim eine neue Parsevalstraße gewidmet.

Georg-Treser-Straße, Oberrad
Georg Treser, Oberräder Stadtverordneter, Magistratsmitglied, Dezernent der Stadtwerke von 1946 bis 1964.
Georg-Voigt-Straße, Westend-Süd (bis 1947 Roonstraße)
Dr. Georg Voigt (1866–1927), Frankfurter Oberbürgermeister von 1912 bis 1924, also vor allem während des Ersten Weltkrieges. Ihm gelang es, die schwierigen Finanzen der Stadt wieder in Ordnung zu bringen.
- Bereits 1935–1945 war die heutige Friedlebenstraße nach ihm benannt worden.
- Albrecht von Roon (1803–1879) war preußischer Kriegsminister.

Georg-Wolff-Straße, Heddernheim
Prof. Dr. Georg Wolff (1845–1929), Lehrer am Kaiser-Friedrichs-Gymnasium in Frankfurt, Ausgräber der Römerstadt Nida-Heddernheim, bedeutende Beiträge zur Archäologie der Wetterau.
Gerauer Straße, Niederrad
Groß-Gerau, Kreisstadt südwestlich von Frankfurt.
Gerbermühle, Oberrad und Gerbermühlstraße, Sachsenhausen
Die in Goethes Faust I erwähnte und bereits seit 1311 nachweisbare Gerbermühle gehörte zum Strahlenberger Hof. Sie war zeitweise im Besitz des Bankiers Johann Jakob von Willemer und dessen Frau Marianne (siehe Mariannenstraße)
Gerhard-Domagk-Straße, Kalbach-Riedberg
Gerhard Domagk (1895–1964), deutscher Pathologe und Bakteriologe; er führte die Sulfonamide in die Chemotherapie der bakteriellen Infektionen ein. Für die Entdeckung der antibakteriellen Wirkung des Sulfonamids Prontosil erhielt er 1939 den Nobelpreis für Medizin zugesprochen, den er aus politischen Gründen erst 1947 in Empfang nehmen durfte
Gerhart-Hauptmann-Ring, Niederursel
Gerhart Hauptmann (1862–1946), wichtiger deutscher Schriftsteller des Naturalismus. 1912 Nobelpreis für Literatur. Berühmt sein sozialkritisches Theaterstück Die Weber, aber auch die Tragikomödie Die Ratten.
Gerlachstraße, Höchst
Der Mainzer Erzbischof Gerlach von Nassau setzte 1356 bei Kaiser Karl IV. die Erhebung des zu Kurmainz gehörenden Ortes Höchst zur Stadt durch. Er ließ anschließend eine Wasserburg, Vorläuferin des Höchster Schlosses, bauen.
Germaniastraße und Germaniaplatz, Bornheim
Während des Deutschen Schützenfestes 1862 stand an dieser Stelle die riesengroße Figur der Germania, Symbol deutscher Einheitsbestrebungen.
Gerningstraße, Heddernheim
Johann Isaak von Gerning (1767–1837), Sohn des Bankiers, Entomologen und Kunstsammlers Johann Christian Gerning (1746–1802). Er war Diplomat im Dienste Neapels (Italien bestand noch nicht als Staat) und Hessen-Homburgs. Als Historiker erforschte er das römische Erbe Nida, als Dichter verherrlichte er den Taunus. Mit Goethe war er befreundet. 1825 überließ er seine bedeutende Sammlung dem Museum Wiesbaden.
Gerolsteiner Straße, Schwanheim
Gerolstein an der Kyll, Stadt in der Eifel, im Landkreis Vulkaneifel / Rheinland-Pfalz. Bekannt durch sein Mineralwasser und einigen Jahren auch durch ein ehemaliges Profi-Radrennfahrer-Team.
Gersthofer Straße, Höchst
Gersthofen, Stadt bei Augsburg im bayerischen Regierungsbezirk Schwaben. Gersthofen ist ebenso wie Höchst ein bedeutender Standort der Chemischen Industrie, wie auch Leverkusen, Ludwigshafen und Leuna, nach denen die Straßen in der Nachbarschaft benannt sind.
Gerstweg, Sachsenhausen (1936–1945 war der Weg namenlos)
Gustav Gerst (1871–1948), Kommerzienrat jüdischen Glaubens, Stifter des Goetheturms, Ehrenbürger der Frankfurter Universität.
Gervinusstraße, Westend
Georg Gottfried Gervinus (1805–1871), Universitätsprofessor, Literaturkenner und Geschichtsschreiber. Als liberaler und nationaler Politiker war er Mitglied der Frankfurter Nationalversammlung 1848.
Geschwister-Scholl-Straße, Praunheim
Hans (1918–1943) und Sophie Scholl (1921–1943), Mitglieder der Widerstandsgruppe „Weiße Rose“ im Dritten Reich, 1943 durch den Volksgerichtshof zum Tod verurteilt und in München-Stadelheim hingerichtet.

## Gi
Gießener Straße, Eckenheim und Preungesheim
Universitätsstadt Gießen, Hauptstadt Oberhessens.
Gießfeldstraße, Hausen
Flurname. Das althochdeutsche Wort gieze bedeutet Rinnsal, Bach.
Gilbrechtstraße, Bergen-Enkheim
Gilbrecht aus dem Adelsgeschlecht der Schelmen von Bergen, lebte um 1312 und scheint sich durch sein raues Wesen wenig beliebt gemacht zu haben.
Ginnheimer Landstraße, Ginnheim
An der Ginnheimer Landstraße befinden sich viele U-Bahn-, Bus- und Straßenbahn-Haltestellen sowie das Markus-Krankenhaus und der Campus Sport der Goethe-Universität.
Ginnheimer Mühlgasse, Ginnheim
Das Mühlgebäude ist in der Ginnheimer Mühlgasse 16 noch heute zu erkennen. Sogar das Mühlrad ist angeblich noch vorhanden. Betrieben wurde die Mühle mit Wasser, das am Hochwehr gesammelt und über einen Kanal nach unten geleitet wurde (s. die benachbarten Straßennamen „Am Hochwehr“ und „Am Mühlgraben“).
Ginnheimer Stadtweg, Ginnheim
Bis 1910 war Ginnheim eine eigenständige Gemeinde, aber durch Schutz- und Trutzbündnis an Frankfurt gebunden. Die dortigen Bauern verkauften gerne ihre Waren auf dem Frankfurter Markt und nahmen dabei den Weg über den Ginnheimer Stadtweg und den heutigen Grüneburgpark zur Stadtmitte. Der südliche Teil, ab dem Europaturm ist und bleibt – abgesehen von den Kleingarten-Gaststätten – unbebaut, die Hausnummern kleiner als 88 wird man wohl auf immer vergeblich suchen.
Ginnheimer Waldgasse, Ginnheim
Erschließungsstraße im Westen von Ginnheim, zwischen Ginnheimer Landstraße und Main-Weser-Bahn gelegen
Gisèle-Freund-Platz, Westend-Nord
Gisèle Freund (1908–2000), deutsch-französische Fotografin und Fotohistorikerin, geboren in Berlin, studierte u. a. in Frankfurt am Main. Die Promotion in Deutschland blieb ihr aufgrund ihrer jüdischen Abstammung versagt und erfolgte daher in Paris, von wo sie 1941 nach Argentinien emigrierte und wohin sie nach dem Weltkrieg zurückkehrte.
Gladenbacher Weg, Rödelheim
Gladenbach, Stadt im Landkreis Marburg-Biedenkopf.
Glaserstraße, Oberrad
Nach der Flurbezeichnung „Im Glaser“, die an die im Wald betriebene Glasbrennerei erinnert.
Glashüttener Straße, Rödelheim
Glashütten, Gemeinde im Hochtaunuskreis
Glaskopfweg, Niederursel
Der Glaskopf ist eine Erhebung von 685 m über NN, oberhalb von Glashütten-Oberems im Taunus. Seinen Namen hat der Berg durch die frühere Glasproduktion.
Glauburgstraße, Nordend
Sofort denkt man an Burg und gleichnamige Gemeinde Glauburg im Wetteraukreis, bundesweit bekannt geworden durch die Ausgrabung des „Keltenfürsten vom Glauberg“, die der Keltenforschung erhebliche Popularität bescherte. Eigentlicher Namenspatron der Glauburgstraße ist aber das Patriziergeschlecht Glauburg, ursprünglich Reichsministeriale und Burgmannen der Glauburg, die nach der Zerstörung der Burg Zuflucht in Frankfurt fanden. Diese Familie hatte großes Ansehen in der Bürgerschaft und stellte 51 Mal den Frankfurter Bürgermeister. Die Verlängerung der Glauburgstraße, die Rohrbachstraße führt zur Bornheimer Ossenau oder Günthersburg, die früher im Besitz der Glauburger war. Seit 1830 ist das Geschlecht in Frankfurt erloschen.
Gleimstraße, Nordend
Johann Wilhelm Ludwig Gleim (1719–1803), deutscher Dichter der Aufklärungszeit. Gründete den Halberstädter Dichterkreis, einen Bund junger Literaten.
Glogauer Straße, Bonames
Głogów (deutsch Glogau; zur Unterscheidung von Oberglogau auch Groß-Glogau genannt), polnische Stadt in der Woiwodschaft Niederschlesien. Sie liegt im westlichen Teil des Landes rund 80 km nordwestlich der niederschlesischen Hauptstadt Breslau an der Oder. Glogau wurde im Zweiten Weltkrieg fast völlig zerstört.
Gluckstraße, Nordend
Christoph Willibald Gluck (1714–1787), deutscher Komponist. Er gilt als einer der bedeutendsten Opern-Komponisten der zweiten Hälfte des 18. Jahrhunderts. Am bekanntesten seine Oper Orpheus und Euridike

## Go

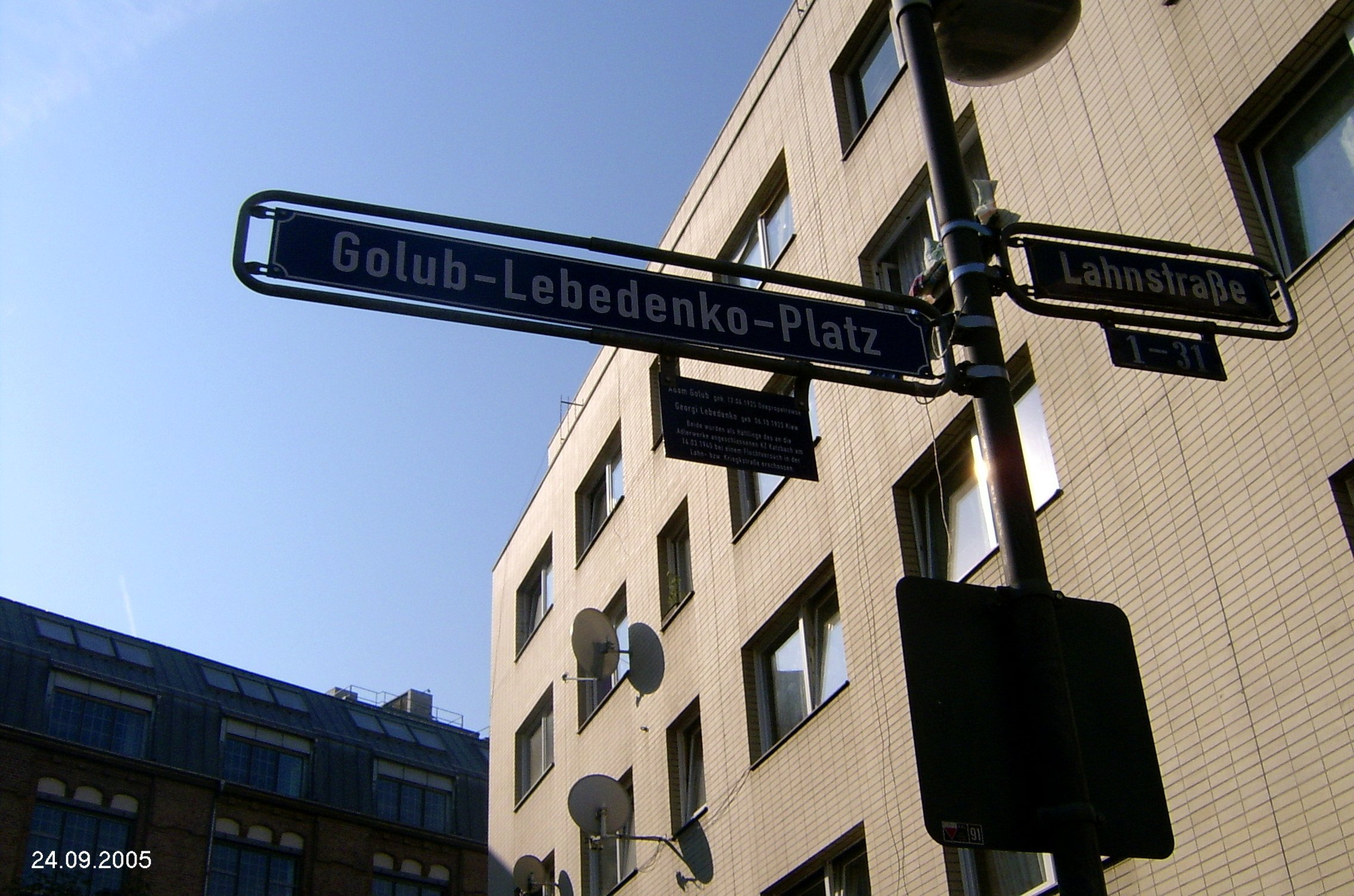
Straßenschild am Golub-Lebedenko-Platz

Göringstraße, Ostend
nicht der Reichsmarschall Hermann Göring war hier Namensgeber, sondern der Eisenbahnbauer Adolf Göring. Da die Bezeichnung Göringstraße im Dritten Reich geschützt war, wurde die 1911 benannte Straße in Launhardtstraße umbenannt.
Goetheplatz und Goethestraße, Innenstadt
Johann Wolfgang von Goethe (1749–1832), der Sohn der Stadt Frankfurt, Dichter, Theaterleiter, Naturwissenschaftler, Kunsttheoretiker und Staatsmann, der bekannteste Vertreter der Weimarer Klassik. Als Verfasser von Gedichten, Dramen und Prosa-Werken gilt er als bedeutendster deutscher Dichter und als herausragende Persönlichkeit der Weltliteratur. Nur mit seiner Vaterstadt Frankfurt lag er in gereiftem Alter im Clinch und gab sogar sein dortiges Bürgerrecht auf.
Goetzstraße, Fechenheim
Geheimer Sanitätsrat Dr. med. Ferdinand Goetz (1826–1915), Reichstagsabgeordneter und Vorsitzender der Deutschen Turnerschaft.
Goldbergweg, Oberrad und Goldgewann, Sindlingen
Hügel- oder Hünengräber nannte man vulgo auch Goldberge, denn die dort gefundenen Bronzegegenstände glaubte man aus Gold zu sein. Im Frankfurter Raum gibt es viele dieser „Goldberge“, was bedeutet, dass hier schon vor dreitausend Jahren Siedlungen bestanden.
Goldgrubenstraße, Niederursel
nach einem „Goldgrube“ genannten Wald- und Berggebiet bei Bad Homburg, das mit seinem Ringwall aus Steinen der germanischen Bevölkerung Schutz bot.
Goldhutgasse, Altstadt (auch Schuhgasse)
Die nach einem hier stehenden Haus benannte Gasse führte vom Markt zum Fünffingerplätzchen. Hier befand sich im Mittelalter das Quartier der Schuhmacher.
Goldina-Hirschberg-Straße, Bockenheim
Goldina Hirschberg, geb. Amram (1894–1944), NS-Opfer, interimistische Leiterin des jüdischen Kinderhauses in der Hans-Thoma-Straße, Mitte September 1942 mit ihrem Mann und den meisten Kindern ins Ghetto Theresienstadt gebracht und 1944 in Auschwitz ermordet.
Goldpeppingstraße, Preungesheim
Goldpepping, alte und sehr gute Apfelsorte, eingedeutscht von der englischen Bezeichnung „Golden Pippin“.
Golub-Lebedenko-Platz, Gallus
Gedenkplatz gegenüber den ehemaligen Adlerwerken, im Kreuzungsbereich Kleyerstraße/Lahnstraße/Kriegkstraße. Am 14. März 1945, wenige Tage vor Kriegsende, flohen der 19-jährige Adam Golub und der 21-jährige Georgij Lebedenko aus dem KZ-Außenlager „Katzbach“ in den Adlerwerken. Sie versuchten, sich im Gallus zu verstecken. Die SS-Wachmannschaften begannen sofort mit der Suche, an der sich die halbe Nachbarschaft beteiligte. Beide wurden von der SS auf offener Straße vor den Häusern an der Ecke Lahnstraße/Kriegkstraße erschossen. Dieser Platz wurde 1998 im Gedenken an diese beiden Flüchtlinge so benannt.
Gontardstraße, Praunheim
Die Calvinistenfamilie Gontard war wegen ihres Glaubens verfolgt worden und aus Frankreich zugewandert. Hier wurde sie bald reich und als „Reichsritter Edle von Gontard“ geadelt. Ihr Stadthaus „Zum weißen Hirsch“ stand im Großen Hirschgraben. Friedrich Hölderlin wirkte von 1796 bis 1798 als Hauslehrer und scheint sich mit der Dame des Hauses Susette Gontard zu gut verstanden zu haben. Moritz von Gontard überließ dem Städel 30 Bilder.
Gonzenheimer Straße, Bonames
Gonzenheim, seit 1937 Stadtteil von Bad Homburg vor der Höhe im Hochtaunuskreis, Endstation der U-Bahn-Linie U2.
Görlitzer Straße, Nieder-Eschbach
Görlitz (polnisch Zgorzelec) ist die östlichste Stadt Deutschlands und liegt in der niederschlesischen Oberlausitz. Der auf der gegenüberliegenden Seite der Neiße liegende Ostteil der Stadt wurde nach dem Zweiten Weltkrieg polnisch.
Görresstraße, Riederwald
Johann Joseph Görres (seit 1839 von Görres) (1776–1848), deutscher Gymnasial- und Hochschullehrer und katholischer Publizist. Gründer und erster Herausgeber der Zeitung Rheinischer Merkur. Nach der Niederlage Napoleons unterdrückten die deutschen Fürsten die eingeschränkt gewonnene Pressefreiheit, Görres war gezwungen, ins Exil nach Straßburg zu flüchten, um einer Verhaftung zu entgehen. Dabei half ihm der Frankfurter Polizeidirektor Dr. Thomas, der den vorliegenden Haftbefehl schlicht ignorierte.
Gotenstraße, Unterliederbach
Die Goten, germanischer Volksstamm, der sich Ende des 3. Jahrhunderts in Ost- und Westgoten aufteilte. Die Ostgoten wurden um 375 von den Hunnen geschlagen und wurden nach deren Niedergang Föderierte der Römer. Mit dem Tod von König Theoderich zerfiel ihr Reich.
Die Westgoten gründeten Anfang des 5. Jahrhunderts ein Reich in Gallien, wurden durch die Franken nach Spanien abgedrängt und unterlagen 711 den islamischen Mauren.
Gottfried-Keller-Straße, Dornbusch
Gottfried Keller (1819–1890), Schweizer Schriftsteller und Dichter.

## Gr
Graebestraße, Praunheim
Karl Friedrich Otto Graebe, 1835 zum amerikanischen Konsul für Hessen und Hannover, mit Sitz in Kassel, ernannt, verbrachte die Sommermonate gerne im kurhessischen Praunheim, nahe der Nidda. Er vermachte 1870 der Gemeinde Praunheim ein Anwesen für die Armen in der heutigen Straße Alt-Praunheim.
Graf-de-Thoranc-Passage, Altstadt
François de Théas Graf von Thoranc (1719–1794), französischer Stadtkommandant von Frankfurt während des Siebenjährigen Krieges. Er führte in Frankfurt – häufig gegen den Widerstand des Rates – u. a. die Hausnummern, die Straßenreinigung und die Straßenbeleuchtung ein. Er ordnete das Lazarettwesen und die Prostitution. Thoranc war ab 1759 für etwa zweieinhalb Jahre im Hause Goethe einquartiert. Kulturell sehr beschlagen, bot er für den jungen Goethe die bestens genutzte Chance, sich mit französischer Kultur und den Werken französischer Dichter zu beschäftigen.
Gräfendeichstraße, Oberrad
Johann Nikolaus Gräfendeich (1786–1864), Juwelier in Oberrad, stiftete 300.000 Gulden für Bürgerspital, Heilig-Geist-Hospital, Evangelischen Almosenkasten und Versorgungshaus.
Grafenstraße, Eckenheim
Damit wird der Grafen von Hanau gedacht, die lange Zeit die Herrschaft in Eckenheim innehatten.
Gräfin-Dönhoff-Straße, Kalbach
Marion Gräfin Dönhoff (1909–2002) gilt vor allem durch ihre Tätigkeit bei der Wochenzeitung Die Zeit als eine der wichtigsten Journalistinnen der bundesdeutschen Nachkriegszeit.
Gräfstraße, Bockenheim
Eduard Gräf (1870–1936). Ursprünglich Setzerlehrling, dann Gewerkschaftssekretär. Setzte als Leiter der Ortskrankenkasse die freie Arztwahl durch, wurde später Dezernent des Fürsorge- und Jugendamtes, ehe er ein äußerst beliebter, aktiver und sozialer Bürgermeister der Stadt Frankfurt wurde. Ursprünglich hieß die Gräfstraße Königstraße.
Graf-von-Stauffenberg-Allee, Kalbach-Riedberg
Claus Schenk Graf von Stauffenberg (1907–1944), deutscher Offizier und Widerstandskämpfer, führte das missglückte Attentat vom 20. Juli 1944 gegen Adolf Hitler durch und wurde am folgenden Tag standrechtlich in Berlin erschossen
Graf-Vollrath-Weg, Rödelheim
Graf Vollrath, letzter regierender Graf zu Solms-Rödelheim.
Gräsigter Weg, Bergen-Enkheim
mundartlich für einen grasbewachsenen Weg. Gegen eine gewisse Gebühr konnte das darauf wachsende Gras geerntet werden.
Graubengasse, Altstadt
Diese ehemalige Straße führte von der Töngesgasse zur Schnurgasse (die heutige Berliner Straße). Im Bereich der Häuser Nr. 28–32 zweigte die winzige Andreasgasse nach Westen, zum Maulbeerhof führend, ab.
Gravenbruchring, Sachsenhausen
Nach dem Forsthaus und Ausflugslokal Gravenbruch, ein lange Zeit den Grafen von Schönborn gehörender befestigter Gutshof. Eigentlich aber stammt das Wort von dem dort abgebauten Grauen Bruch, d. h. es wurde dort grauer Trachyt abgebaut und zu Pflaster- und Mühlsteinen verarbeitet.
Gravensteiner-Platz, Preungesheim
Platz im sog. Apfelviertel am Frankfurter Bogen, benannt nach der Apfelsorte Gravensteiner. Sie stammt vermutlich aus Gravenstein (dänisch: Gråsten) an der Flensburger Förde in Südjütland (Dänemark).
Grazer Weg, Oberrad
Graz, Hauptstadt des österreichischen Bundeslandes Steiermark
Gref-Völsing-Straße, Ostend
1894 eröffneten Karl Gref und seine Frau Wilhelmine Völsing in der Frankfurter Innenstadt die Metzgerei Gref-Völsing und boten, vor allem, um die dortige jüdische Bevölkerung für sich als Kunden zu gewinnen, die Frankfurter Rindswurst an.
Greifstraße, Bockenheim
Greif, früherer Bockenheimer Industrieller
Greifswalder Weg, Zeilsheim
Die Universitäts- und Hansestadt Greifswald ist eine kreisfreie Stadt in Mecklenburg-Vorpommern.
Grempstraße, Bockenheim
Die Adelsfamilie Gremp von Freudenstein (Burg in der Nähe von Maulbronn) hatten schon unter Kaiser Barbarossa große Güter in Bockenheim zum Lehen bekommen. Viele Mitglieder der Familie sind in der Bockenheimer Jakobskirche beigesetzt.
Gretapfelstraße, Preungesheim
Kurze Straße im sog. Apfelviertel am Frankfurter Bogen, benannt nach der 1795 in Deutschland erstmals erwähnten Kulturapfelsorte Gretapfel. Bereits 1758 wurde die Sorte Doppelte Grethe bzw. Doppelter Gretapfel erwähnt, wie die Deutsche Genbank Obst informiert.
Grethenweg, Sachsenhausen
Flurbezeichnung. Laut Erklärung am Straßenschild an der Einmündung in die Mörfelder Landstraße nach Margarethe Weiß von Limpurg (1499 – um 1568) „Grethe“ Eigentümerin eines Sachsenhäuser Weingartens.
Grillparzerstraße, Dornbusch
Franz Grillparzer (1791–1872), österreichischer Dramatiker.
Grimoldweg, Sindlingen
Mit der ersten genau datierten urkundlichen Erwähnung von Sindlingen (Sundilingen) wird Grimold 797 der erste namentlich bekannte Einwohner des Ortes. Die Schenkungsurkunde begünstigt das Kloster Lorsch.
Grommetstraße, Eschersheim
alteingesessene Eschersheimer Familie. Von 1685 bis 1697 war ein Joh. Phil. Grommet Pfarrer an der evangelisch-lutherischen Kirche in Ginnheim.
Gronauer Straße, Bornheim
Gronau, seit 1971 Stadtteil von Bad Vilbel im Wetteraukreis.
Große Eschenheimer Straße, Innenstadt
Nach der Stadterweiterung im 14. Jahrhundert angelegte Verbindung zwischen dem Platz An der Hauptwache und dem Eschenheimer Tor.
Große Friedberger Straße, Innenstadt
Friedberg (Hessen), Kreisstadt des Wetteraukreises
Große Gallusstraße, Innenstadt
1806 wurde der etwa im Kreuzungsbereich Mosel-/Taunusstraße stehende Galgen nieder gelegt und das „Galgenfeld“ und alle anderen daran erinnernden Namen in Gallus umbenannt. Das gilt übrigens auch für die Galluswarte, ehemals „Galgenwarte“.
Große Nelkenstraße, Hausen
Straße im östlichen Hausen, wo Blumen zum Verkauf angebaut wurden
Großer Hirschgraben, Innenstadt
Bis Ende des 16. Jahrhunderts blieben die Gräben der alten Stadtmauer, wenn auch trockengelegt, bestehen. In ihnen wurden Hirsche gehalten, die beim jährlichen Ämterwechsel für willkommene Abwechslung im Speiseplan sorgten. Die danach aufgefüllten Gräben wurden Großer Hirschgraben genannt und dienten hauptsächlich niederländischen Glaubensflüchtlingen als Siedlungsfläche. Auch Goethes Geburtshaus befindet sich dort.
Große Rittergasse, Sachsenhausen
Östlich vom Deutschherrnhaus lagen sechs Ritterhöfe, die bereits 1226 urkundlich erwähnt sind. Sie gehörten den Herren von Praunheim, dem Ritter von Sachsenhausen, Schenk von Schweinsberg, Schwab von Preungesheim, Sipel von Offenbach und Paradies von Marburg.
Große Seestraße, Bockenheim
Im Gegensatz zum restlichen Bockenheim, das auf Basaltgrund ruhte (siehe Basaltstraße) war das dortige Gebiet sumpfig und wurde „Großer See“ genannt.
Große Spillingsgasse, Bornheim
nach einem Baumstück, das Kriechenpflaumen, auch Spillinge genannt, trug.
Grotefendstraße, Eckenheim
Georg Friedrich Grotefend (1775–1853), deutscher Sprachwissenschaftler und Altphilologe, der ab 1797 als Lehrer, später Rektor des heutigen Lessinggymnasiums, wirkte. Er entzifferte als Erster die Keilschrift der prähistorischen Zeit.
Gründenseestraße, Fechenheim
Ein Arm des Urmains floss einst nördlich von Fechenheim. Es bildeten sich mehrere Seen, u. a. der Gründensee.
Grüne Straße, Ostend
Herkunft des Namens unbekannt; etwa 200 Meter nördl. existierte allerdings früher auch ein Grüner Weg (heute Königswarter Straße).
Grüne Weide, Nied
Alter Flurname in den Niddawiesen, erinnert an die hier einst bewirtschafteten Kopfweiden.
Grüneburgpark, Grüneburgplatz und Grüneburgweg, Westend
nach einem im 14. Jahrhundert entstandenen burgartigen Gutshof. Zeitweilig im Besitz der Familie Goethe, später der Familie Bethmann-Metzler. Seit 1789 hieß das Anwesen „Zur grünen Burg“ und war Treffpunkt der großen Frankfurter Gesellschaft. 1837 erwarben die Rothschilds die Grüneburg, bauten das Grüneburgsschlösschen und ließen den Park von Siesmayer anlegen. Das Schloss wurde 1944 zerstört und nicht wieder aufgebaut. Der Grüneburgplatz wurde 2014 in Norbert-Wollheim-Platz umbenannt.
Gruneliusstraße, Oberrad
die Patrizierfamilie von Grunelius, Inhaber des Bankhauses Grunelius & Co., hat sich durch Stiftungen an die Frankfurter Universität hervorgetan. Die ehemalige Villa Grunelius ist seit 1926 Sitz der Philosophisch-theologischen Hochschule St. Georgen.
Grusonstraße, Ostend
Hermann Gruson (1821–1895), Erfinder, Wissenschaftler, Industrieller und 1855 Gründer der späteren Grusonwerk AG Buckau in Magdeburg, das 1893 von der Friedrich Krupp AG übernommen wurden. Aber auch mit seinem Hobby Botanik konnte er glänzen. Er besaß zeitweise die größte Kakteensammlung Europas. Der Echinocactus grusonii, landläufig auch „Schwiegermutterstuhl“ genannt, ist nach ihm benannt.

## Gu
Guaitastraße, Ginnheim
Benannt nach Peter Stephan von Guaita (1772–1848) und seiner Frau Louisa, Wohltäter, die mit ihren Stiftungen zur Unterstützung notleidender Frankfurter Bürger beitrugen.
Guerickestraße, Rödelheim
Otto von Guericke (1602–1686), deutscher Naturwissenschaftler und Politiker. Erfinder u. a. der Vakuumtechnik, des Barometers und des elektrischen Generators.
Guiollettstraße, Westend-Süd
Die kleine Straße, die vom Anlagenring ins Westend führt trägt den Namen von Jakob Guiollett (1746–1815), der den Bau der Wallanlagen beauftragte. Sonst erinnert noch ein Denkmal in der Taunusanlage und sein Grab in der Obermainanlage an ihn.
Gummersbergstraße, Eckenheim
Alte Flurbezeichnung Gimmersberg, wurde abgewandelt zu Gummersberg. Südlich der Ronneburgstraße hatte Eckenheim früher am Gimmersberg einen eigenen Weinberg.
Gundelandstraße, Preungesheim
Gundeland, erster Abt des Klosters Lorsch ab 765. In einer der Urkunden des Klosters wird erstmals Preungesheim erwähnt.
Günderrodestraße, Gallus
Benannt nach Karoline von Günderrode (1780–1806), einer Dichterin der Romantik, zeitweise in Frankfurt wohnhaft.
Gundhofstraße, Niederrad
Das Gut Gundhof bei Walldorf gehörte einst der Herrschaft „Hayn im Dreieich“, später den Rittern von Falkenstein, dem Kurfürsten zu Mainz und ab 1802 Hessen. Der Sage nach ein Relikt der Burgunden, deren König Gunther um 413 Worms beherrschte.
Günter-Vogt-Ring, Nieder-Eschbach
Günter Vogt (1925–1985), Vorsitzender des Förderkreises für europäische Partnerschaften
Günther-Groenhoff-Straße, Bockenheim
Günther Groenhoff (1908–1932), tödlich verunglückter Rhön-Segelflieger, gebürtig aus Frankfurt.
Günthersburgallee und Günthersburgpark, Nordend
Das nach einem befestigten Gutshof benannte Areal hat häufig seinen Namen geändert. Nachdem es 1690 in den Besitz des Gastwirts Jakob Günther gekommen war, erhielt es seinen jetzigen Namen, obwohl es danach noch mehrfach den Besitzer wechselte, d. h. Rat Beil, Baron von Rothschild und ab 1891 die Stadt Frankfurt selbst.
Güntherstraße, Niederrad
Graf Günther von Schwarzburg (1304–1349), 1349 von den Wittelsbachern zum Gegenkönig von Karl IV. von Luxemburg ausgerufen, starb aber noch im Wahljahr. Vergleiche Schwarzburgstraße.
Gustav-Behringer-Straße, Seckbach
Gustav Behringer (1847–1923) war der Betriebsdirektor der Frankfurter Trambahn-Gesellschaft, die 1872 gegründet wurde und bis 1897 die Frankfurter Straßenbahn betrieb.
Gustav-Freytag-Straße, Dornbusch
Gustav Freytag (1816–1895), deutscher Schriftsteller
Gustav-Mahler-Straße, Nieder-Eschbach
Gustav Mahler (1860–1911), österreichischer Komponist im Übergang von der Spätromantik zur Moderne. Er war zudem einer der berühmtesten Dirigenten seiner Zeit und als Operndirektor ein bedeutender Reformer des Musiktheaters. Berühmt wurden Das Lied von der Erde, die Kindertotenlieder und seine zehn Sinfonien.
Gustavsallee, Sindlingen
Benannt nach Eugen Walter Gustav von Meister (1902–1931), Enkel des Gründers der Farbwerke Hoechst AG.
Gustavsburgplatz, Gallus
Platz und Park im Gallus, benannt nach dem früheren Mainzer Stadtteil Gustavsburg.
Gutenbergstraße, Gallus
Johannes Gutenberg, eigentlich Johannes Gensfleisch (1397–1468), war der Erfinder des europäischen Buchdrucks mit gegossenen, beweglichen Lettern.
Güterplatz, Gallus
Hier befand sich der 1996 geschlossene Hauptgüterbahnhof.
Gutleutstraße; Bahnhofsviertel und Gutleutviertel
Benannt nach dem weit vor den Toren der Stadt gelegenen „Hospital der Guten Leut“, eine Euphemie für Aussätzige/Leprakranke, die dort gnadenlos eingesperrt wurden, um die übrige Bevölkerung vor Ansteckungen zu schützen.
Gutzkowstraße, Sachsenhausen
Karl Gutzkow (1811–1878), Schriftsteller und Verleger. Kam 1835 nach Frankfurt. Gab die Zeitschrift „Phönix“ heraus und sorgte dafür, dass Georg Büchners Drama „Dantons Tod“ verlegt wurde. Seine Zeitschriften und Werke wurden mehrfach verboten. 1878 kam er bei einem Zimmerbrand in Sachsenhausen ums Leben.
Gwinnerstraße, Seckbach
Philipp Friedrich Gwinner (1796–1868) war vorletzter Älterer Bürgermeister der Freien Stadt Frankfurt.